# Castleton Bridge
Il Castleton Bridge, conosciuto anche come Castleton-on-Hudson Bridge, completato nel 1959 è un ponte costruito in acciaio che attraversa il fiume Hudson collegando la cittadina di Coeymans, nella Contea di Albany con la cittadina di Schodack nella Contea di Rensselaer nello stato di New York. 
Il Castleton Bridge si trova su una sezione di raccordo della New York State Thruway, la principale arteria stradale dello stato 
.

## Storia
La costruzione del ponte iniziò alla fine degli anni '50 e fu inaugurato il 26 maggio 1959.

## Galleria d'immagini

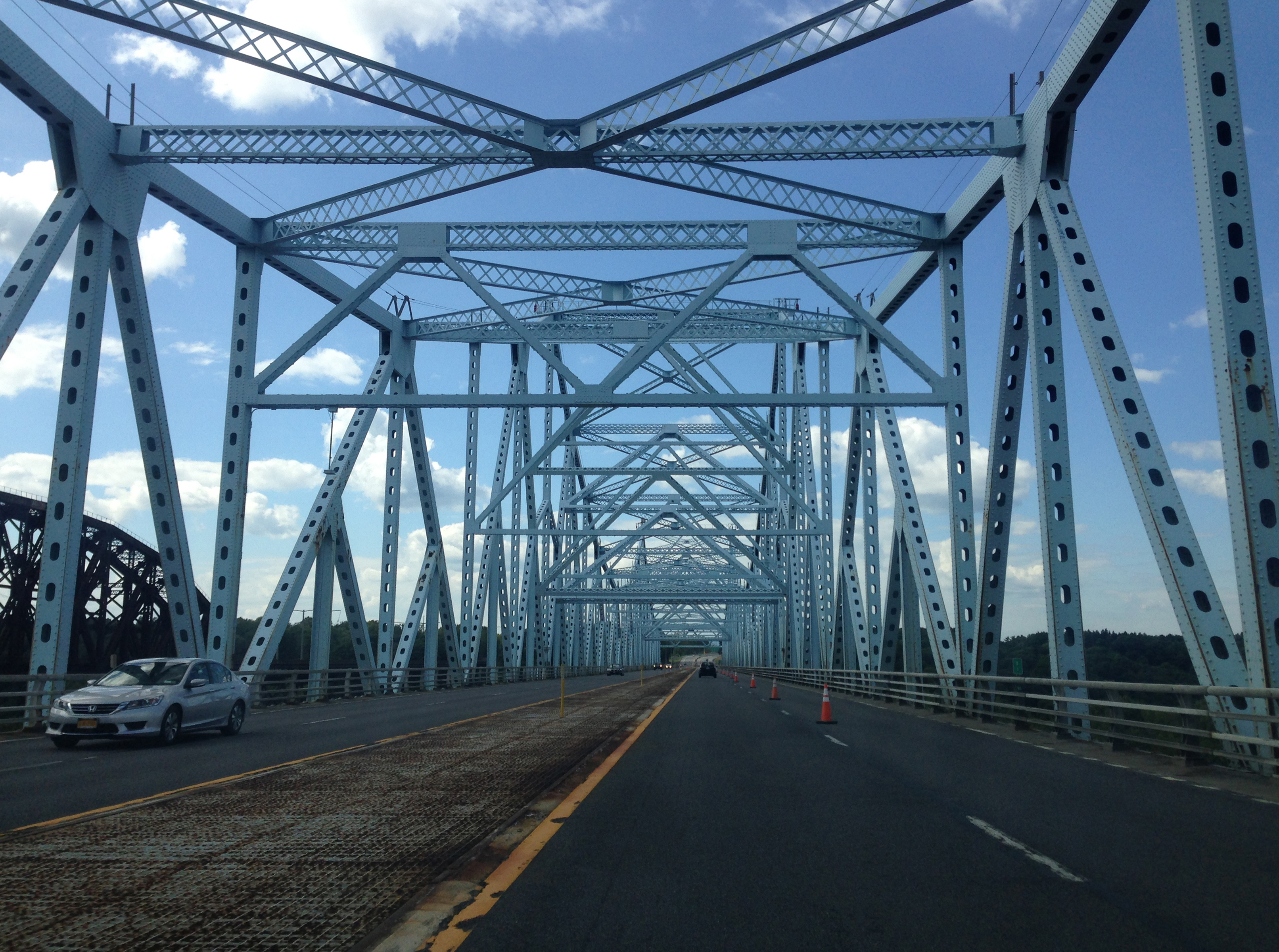
Vista da sopra il ponte
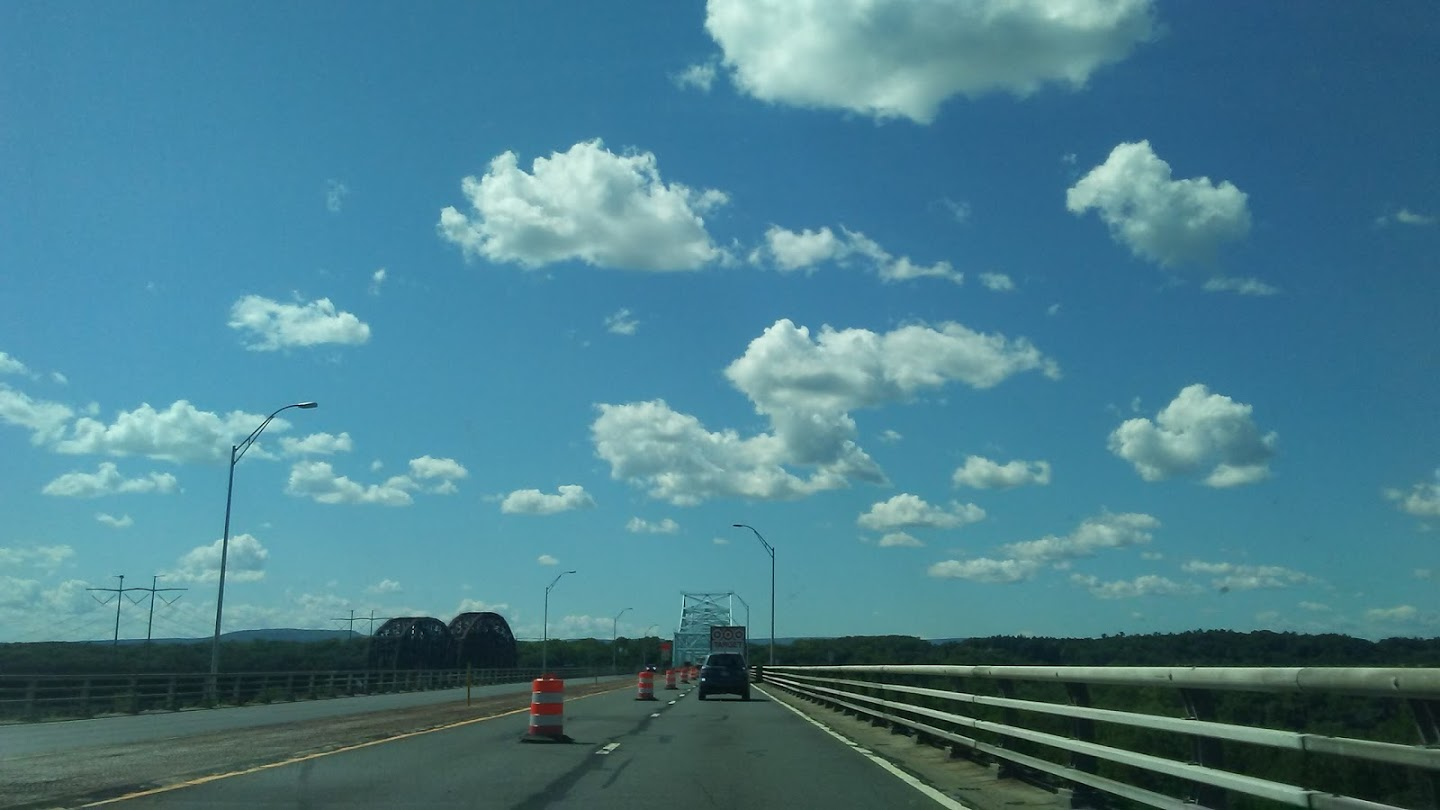
Vista del ponte dall'autostrada
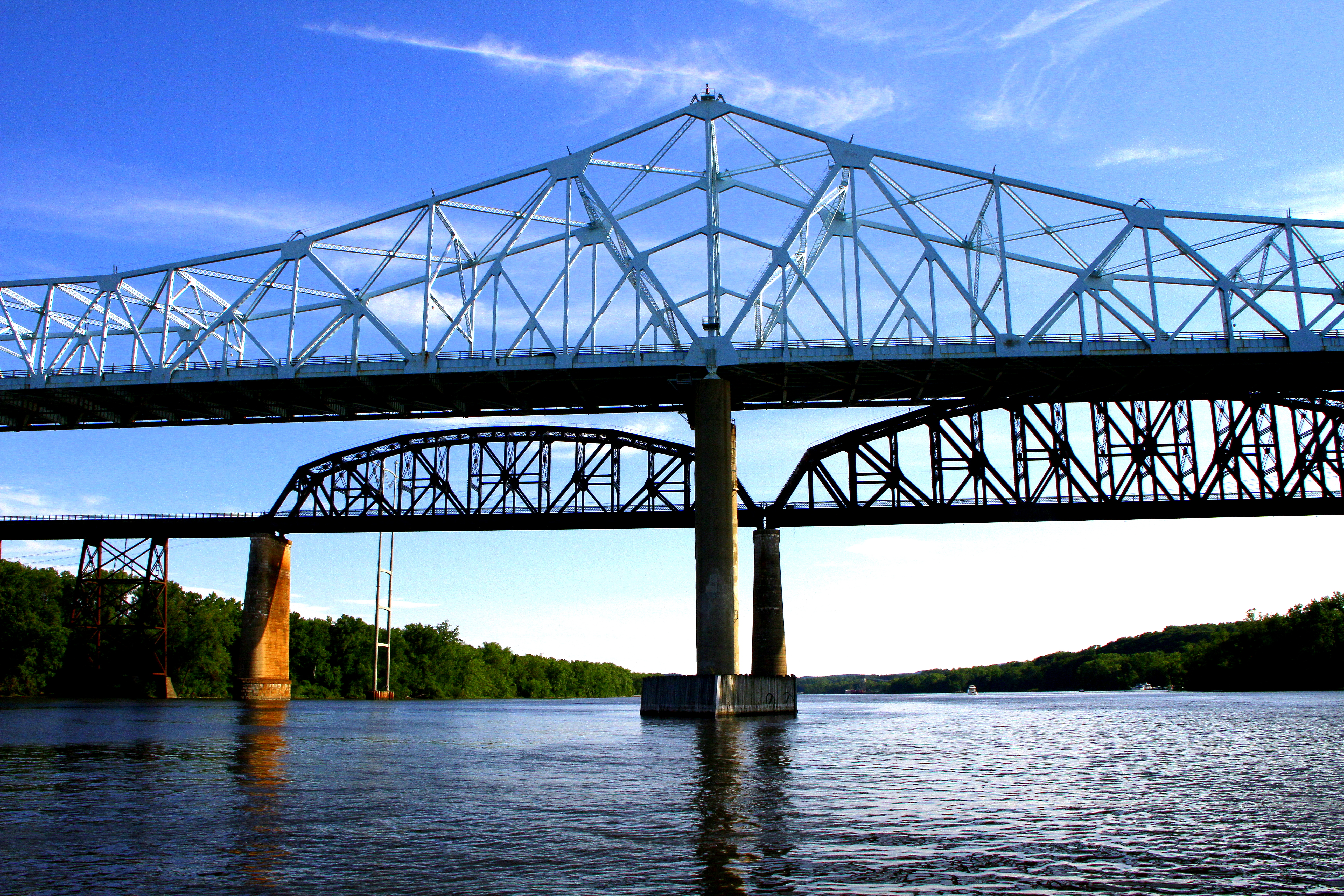
Vista del ponte dal fiume Hudson, in secondo piano il ponte ferroviario